# لیزا (خواننده کره جنوبی)
لیزا (به انگلیسی: Lisa)با نام اصلی جئونگ هی-سئون (به انگلیسی: Jung Hee-seon)(زاده ۲۵ فوریهٔ ۱۹۸۰) خواننده کره‌ای است.